# 中華基督教會基華小學
中華基督教會基華小學（英語：CCC Kei Wa Primary School）位於香港黃大仙區彩虹邨，於1964年由中華基督教會香港區會創辦。該校學生來自各區，約有700人。

## 校政管理

### 歷任校監
- 1964年－1973年 潘頓牧師
- 1974年－1983年 汪彼得牧師
- 1984年－1986年 李清詞牧師
- 1987年－1992年 翁珏光牧師
- 1993年－1996年 蘇宗仁牧師
- 1997年 吳水麗太平紳士
- 1998年－2001年 周馬佩堅太平紳士[1]
- 2002年－2008年 翁傳鏗牧師
- 2009年－2014年 金郭靄儀女士
- 2015年－2020年 李冼麗華女士
- 2021年至今 高國雄牧師

### 歷任校長
|   | 校長         | 任期           | 服務年期       | 備註                                           |
| - | ------------ | -------------- | -------------- | ---------------------------------------------- |
| 1 | 黎妙屏       | 1964年－1977年 | 1964年－1977年 |                                                |
| 2 | 金郭靄儀女士 | 1977年－1995年 | 1969年－1995年 | 全校（至1992年）、上午校（1992年-1995年）      |
| 3 | 范誠忠       | 1992年－2003年 | 1992年－2003年 | 下午校（至1996年）、上午校（1996年起）、全日制 |
| 4 | 黃嫣梨       |                |                | 下午校                                         |
| 5 | 蔡世鴻       | 2004年－2010年 | 1994年－2010年 |                                                |
| 6 | 何寶玲       | 2010年－2015年 | 2010年－2015年 |                                                |
| 7 | 鄧瑞瑩博士   | 2015年－2019年 | 2015年－2019年 |                                                |
| 8 | 陳章華       | 2019年－2023年 | 2019年-2023年  |                                                |
| 9 | 林逸龍       | 2023年－       | 2023年-        |                                                |

## 辦學宗旨
並肩培育豐盛生命，攜手見證基督大愛。以基督愛心為動力，以人為本的信念，積極進取的態度提供優質教育，啟發學生潛能，分享整全福音。培育學生成為良好公民、回饋社會、貢獻國家。

## 歷史
舊有的英華書院小學部於1931年創校。於1963年，英華書院校舍由旺角弼街搬到牛津道，而牛津道的校舍未能容納小學部，小學部因此而停辦，舊有的小五及小六學生需到當時新開設的中華基督教會基華小學繼續上課，部分英華書院小學部的教師亦過渡到基華小學。同時，為表與原英華書院小學部的連繫，此校原訂採用「英華小學」之名，及後因不明緣故而改為「基華小學」。
該校為中華基督教會香港區會首間開辦的直屬小學，由當時的總幹事汪彼得牧師及總校監潘頓牧師籌劃，於1960年9月獲批建校，1964年9月1日開課。當時獲政府撥地20餘萬平方尺，補助44萬元及免息貸款40萬元，並由區會資助22萬元興建。學校屬於自建物，所以在設計上比70年代的學校更完善。該校最初為私立學校，學費25元，1966年轉為津貼小學。該校於1964年6月6日報名人數5000餘名，需借中華基督教會基協中學及中華基督教會基聖學校為試場，可見創校時的轟動程度。
1964年9月23日，時任港督戴麟趾爵士巡視彩虹邨，更特別到該校參觀，該校學生們夾道歡迎，港督進入該校時垂詢學生人數、班級及年齡等甚詳臨別更頻頻揮手，表示謝意，成為一時佳話。
1973年，12位同學考獲5年免費中學教育，成為當時津津樂道的話題。
2002年，教育統籌局曾分配位於啟德的校舍用地（今聖公會聖十架小學校址），供本校作轉全日制之用，當時預計於2007年開課，但最後鄰近的公屋項目（今啟晴邨及德朗邨）暫停興建，相關建校計劃亦因而被撤回。
2003年因為英華小學在深水埗復辦，與搬遷到深水埗英華街的英華書院一條龍辦學。牛津道地址則由基華小學的下午校改成的全日制學校中華基督教會基華小學（九龍塘）2005年開始使用。
2020年，基華小學第二次遷校申請獲批，將遷入原聖公會靜山小學及日修小學舊址重建的後千禧校舍，原訂2024年啟用。該校舍由AD+RG負責設計。然而，由於房委會宣佈將重建彩虹邨，此校原邨重置工作已被凍結，遷校與否視乎教育局及房委會決定。

## 校歌
該校與其區會學校的校歌一樣，是李貞明和周少石的作品。
|  | 基華學校，基督是宗，中華教會道一風同。 鑄人興學，揚愛教忠，五育齊進，兩經景從。 真理啟發，人格陶融，絃歌和樂，詩禮雍容。 如沾化雨，如坐春風，桃李競秀，頌主恩鴻。 |

## 班級結構

### 2008－2009年度
| 級別     | 一年級 | 二年級 | 三年級 | 四年級 | 五年級 | 六年級 | 總數 |
| 班數     | 4      | 3      | 4      | 4      | 3      | 4      | 22   |
| 學生人數 | 119    | 127    | 133    | 127    | 96     | 147    | 749  |

### 2009－2010年度
| 級別     | 一年級 | 二年級 | 三年級 | 四年級 | 五年級 | 六年級 | 總數 |
| 班數     | 4      | 4      | 3      | 4      | 4      | 3      | 22   |
| 學生人數 | 132    | 115    | 101    | 120    | 126    | 92     | 686  |

## 課外活動
- 校際比賽：田徑、排球、跳繩、羽毛球、足球、歌詠、朗誦、中國舞。
- 課外活動：團契、陶瓷、水墨畫。
- 聯課活動：校外參觀、英語營、升中面試班、童軍、公益少年團、中樂團及西樂團。

## 學校管理

### 學校管理架構
由法團校董會管理,日常政策由學校行政小組決定。 

### 法團校董會/校董會
由不同的持份者來管理學校。 

### 環保政策
設環保大使及基華海洋世界，環保教學與課程結合。

## 教學策劃

### 學習和教學策略
該校強調英語教學及訓練，全校共聘請兩名外籍英語老師。星期六設通識課及創意學習課。每天設30分鐘導修課及20分鐘閱讀課。利用掌上電腦作戶外搜集資料，到基華海洋世界觀察海洋生物。與海洋公園合作上課，學生每年到文娛中心舉行音樂及才藝表演。與國內及外國的學生討論及結為筆友。 

### 四個關鍵項目的發展
- 着重學生公民教育，每年到國內學習。
- 每天設共同閱讀時間，學生每年最少閱讀30本中文圖書及30本英文圖書。
- 着重資訊科技教學，要求學生以資訊科技來搜集資料和完成部份家課。每週一節電腦課，課程由老師編排。
- 着重兩文三語，小一至小五以普通話教中文。

共通能力 
推行合作學習，課堂教與學習獲教育局贊賞。

## 班級教學模式
小二至小六設每週兩節中英數課後輔導課。採用新資助模式，課後設英語初探小組、小一小二功課補習班。由校由2009年9月起，由小一開始推行小班教學。

## 課程特點
1. 參觀博物館
2. 內地交流參觀
3. 課程調適、活動教學
4. 跨科教學
5. 主題教學：認識中國文化
6. 中文科加強文學元素
7. 鼓勵學生寫作
8. 自行聘請外籍英語教師
9. 外籍英語教師計劃（NET Scheme）
10. 創意寫作
11. 主題默書
12. 創意教學
13. 英語小班教學
14. 資優教學

## 校園活動

### 李韶博士伉儷海洋世界
該校在後花園增建「李韶博士伉儷海洋世界」，由李韶博士伉儷捐款興建，內有魚缸、龜池 、標本架及教學壁報，以飼養熱帶魚、海水魚、青蛙、龜、寄居蟹和淡水蝦等，學校亦與漁農自然護理署和海洋公園學院合作，提供環境教育課程，以擴闊同學們的視野。

### 自動氣象站
自動氣象監測站是全自動化氣象資料收集的測量記錄儀，能測量並記錄氣壓、氣溫、濕度、風向、風速、雨量等氣象變化數值，還能計算風寒指數、露點指數、酷熱指度。氣象站置於該校海洋世界內，並能記錄任何有關氣象的數據，結合常識科氣象相關單元，讓學生能藉由數據的記錄來認識及了解氣象的相關變化。

## 學生成就

### 學生榮譽
該校畢業生同學被中學多次讚揚他們在香港中學會考成績及操行優異，又有表揚他們於各項活動表現出色。

### 比賽成績
除了多次在香港學界舞蹈協會學校舞蹈節奪最高榮譽「甲級獎」外，在香港學校音樂及朗誦協會學校朗誦節的獨誦和集誦比賽中亦連續多次拿下冠軍，另外亦有多位基華的運動員多次拿下「香港學生運動員獎」。

## 口號
該校流傳著名為「Kei Wa Cry」的口號，由上任校長蔡世鴻所創作，在學校的重要活動（如：畢業禮、水運會、陸運會等）中由學生自發叫喊。Kei Wa Cry也在學界賽事中作打氣之用，可謂基華仔間默契的記認。
|  | Don't be shy, Look up high, Kei Wa Kei Wa is our pride. |

更有流傳為「樂、善、勇、敢、愛、禮」的口號，同樣由上任校長蔡世鴻所創作。
|  | 樂於學習 善於溝通 勇於承擔 敢於挑戰 愛主愛人 謙恭有禮 「承基華傳統，創彩虹人生」 |

## 華畹
學生文集華畹於2004年創刊，其寓意藉著「多閱讀，多寫作」，假以時日，學生長大過來，透過文章，帶出真、善和美。

## 知名/傑出校友
- 涂謹申（1975年小六下午校）：執業律師、前香港立法會議員、前香港民主同盟創黨成員、現為民主黨黨員
- 楊潤雄（1975年小六下午校[9]）：前文化體育及旅遊局局長、教育局局長
- 陳國基：政務司司長，前特首辦主任
- 黃雅信：耳鼻喉科醫生
- 楊瓞仁：香港科技大學計算機科學及工程學系副系主任
- 林一峰（1988年）：歌手，作曲家，填詞人，旅行家
- 蘇慧恩：歌手，司儀，2012工展小姐冠軍
- 何璐怡：無綫電視配音員
- 何民傑：前任香港西貢區議會彩健選區議員，珠海學院、香港專業進修學校兼任講師
- 潘燦良（1979年）：香港舞台劇及電視演員
- 林二汶：歌手，作曲家[10]
- 黃慧貞：香港中文大學文化及宗教研究系副教授[11]
- 黃桂林：香港跨傳媒工作者[12]
- 李鎮然（2001年）：香港配音員
- 蔡再懃：香港籃球運動員
- 蘇芷晴：香港藝人、香港女子團體COLLAR成員
- 楊鎧疑：香港女童星

## 外部連結
- 中華基督教會基華小學（页面存档备份，存于）
- 小學概覽 2009